# LUMZ-945
La LUMZ-945 è un'auto-frigo prodotta dalla LUMZ negli anni 1964-1965.

## Caratteristiche
Costruita sulla base della Moskvitch-432, la LUMZ-945 veniva usata per il trasporto alimentare verso i negozi di vendita al dettaglio e i punti di ristorazione collettiva. 
L'impianto di refrigerazione trovava posto nella cabina di guida, sul sedile del passeggero mentre la parte posteriore del veicolo era completamente sigillata ed isolata dall'esterno e conteneva le due batterie di raffreddamento. A causa dell'impianto la capacità di carico era ridotta da 250kg a 170kg.
Lo svantaggio principale di questi furgoni era la difficoltà nel raggiungere il fondo del vano frigo, tuttavia la semplicità costruttiva e l'economicità prevalsero.